# Adão Antunes
Adão Antunes Karaí Tataendy foi um professor e pesquisador brasileiro, de origem guarani (chiripá). Em 2008, escreveu Palavras do Xeramõi, livro onde apresenta as lendas e costumes do povo guarani para o público infanto-juvenil.

## Biografia
Nascido em 1957 na aldeia Barra Grande em Colombo, Paraná, foi expulso com outros de sua etnia em 1961, pelos colonos. Após passar alguns anos residindo nas matas com sua família, em 1969, com a morte de seu pai, foi acolhido por um avô, Paulino, que levou os parentes para residir com ele na aldeia Limeira em Entre Rios, Santa Catarina. Ali ele casou-se em 1973 com Ivete Jaxuka de Souza, também de etnia guarani (mbyá).
Em 1997, foi convidado pela liderança da aldeia em Limeira para ser professor bilíngue. A preparação para assumir o currículo escolar indígena levou sete anos. Posteriormente, em 2000, Adão Antunes mudou-se para a aldeia Maciambu, em Palhoça, onde foi professor até 2005. Em 2006, passou a lecionar na Escola Indígena Itaty, da aldeia homônima, Morro dos Cavalos, também em Palhoça, onde viria a falecer em 2015.
Após sua morte, a tribo criou um espaço cultural, o Centro de Formação "Tataendy Rupá" ("Espaço do Tataendy"), onde são organizadas aulas de valorização da cultura da etnia guarani e cultivo de mudas nativas da Mata Atlântica, dentre outras atividades.

## Obras
- Palavras do Xeramõi (2008)